# Slaget vid Thermopyle
Slaget vid Thermopyle (grekiska: Μάχη τῶν Θερμοπυλῶν, Machē tōn Thermopylōn) utspelades under tre dagar, i slutet av augusti eller början på september, år 480 f.Kr. vid bergspasset Thermopyle, 15 mil nordväst om Athen. Det stod mellan en numerärt underlägsen grekisk styrka, från den grekiska alliansens samlade armé, under ledning av spartanernas kung Leonidas, samt huvuddelen av det persiska rikets landbaserade invasionsarmé, under ledning av storkonungen Xerxes I. Slaget var en del av det andra perserkriget, och utspelade sig tio år efter det första persiska invasionsförsöket, som avvärjdes genom grekiska seger i slaget vid Marathon. Samtidigt pågick slaget vid Artemision till havs.  
Perserna vann slaget vid Thermopyle, men till priset av stora förluster. Slaget gav den grekiska alliansen den tid som behövdes för att förbereda det fortsatta krigföringen och slutligen krossa den persiska invasionen av Grekland, och i förlängningen Europa, främst genom slaget vid Salamis. Slaget vid Thermopyle har haft en viktigt praktisk, historisk och symbolisk betydelse för Europeisk kultur och historieskrivning.   
Perserna fortsatte efter slaget vid Thermopyle tillfälligt söderut och härjade Attika och Aten, där man brände ned Akropolis tempel. Därefter var invasionsarmén tvungen att retirera hem, sedan försörjningsleder och transporter effektivt blivit avskurna. Detta skedde genom slaget vid Salamis och genom att den kvarvarande persiska armen under Mardonios besegrats, och Mardonios dödats, i slaget vid Plantaiai. Slutligen krossades den resterande persiska flottan i slaget vid Mykale.   

## Historik
Uppgifter om slaget kommer främst från den grekiske historikern Herodotos, som dock inte var vuxen vid tiden för slaget. Detta innebär att han baserade sin historieskrivning på insamlade muntliga och skriftliga källor, vilka denne sedan metodiskt jämförde för att finna trovärdig fakta. De grundläggande fakta som han presenterar har alla blivit bekräftade genom arkeologiska bevis.

### Bakgrund
Slaget föranleddes av att perserna inlett en invasion av Grekland, och i förlängningen Europa, vilken startades med att invasionsarmén gått över Hellesponten, över en tillfällig pontonbro, och in i Grekland norrifrån. Invasionsarmén leddes av Xerxes, vid denna tid storkonung över det vidsträckta persiska riket.  
Den sammanhållna grekiska världen var i sin linda. Grekland bestod av självstyrande och oberoende stadsstater med sinsemellan egen identitet, och som tidvis bekämpade varandra. Dock lyckades de, att inför hotet om persisk invasion, gemensamt mobilisera för att bekämpa den anfallande persiska styrkan, något som i förläningen ledde till uppkomsten av en stark gemensam grekisk identitet.  
Grekernas taktik bestod i att militärt möta persernas invasionsstyrkor i två avgörande slag, ett till lands och ett till sjöss. Det smala bergspasset Thermopyle var ett strategiskt och taktiskt plats för ett fördröjningsslag. För att leda marktrupper anlitades den spartanske kungen Leonidas som anförare. Han ledde 300 utvalda spartaner, vars militära träning inletts redan vid sju års ålder. Utöver detta hade han tillgång till omkring 7 000 soldater från olika delar av Grekland. 
Före slaget besökte Leonidas oraklet i Delfi, Pythia. Denna spådde att antingen skulle en konung från Sparta dö, eller så skulle Sparta förstöras. Utifrån denna kunskap valde Leonidas ut de 300 tappraste kämparna från Spartas 10 000 man starka armé. Varje kämpe var dessutom far till en eller flera söner - allt för att säkra återväxten av soldater.

### Slaget
Grekerna ställde upp i det smala passet, och hindrade på så sätt perserna från att fullt ut utnyttja sitt överlägsna antal. Eftersom grekerna var bättre tränade, samövade, samt tyngre rustade, kunde de lätt slå tillbaka perserna varje gång de angrep. Persernas betydligt kortare svärd och spjut samt svagare rustning var också en viktig faktor som var till deras nackdel. Grekerna stred i formationer, grundligt tränade och samövade som hoplitsoldater. Slaget fortsatte i två dagar, och vissa gånger sprang spartanerna ut för att locka till sig fler perser. När perserna angrep backade spartanerna till passet och dödade ännu fler perser. 
Under slagets första två dygn lyckades Leonidas med sina 300 spartanska soldater, understödda av 4 900 andra greker, stå emot de samlade persiska trupperna under ledning av Xerxes. På den tredje dagen kom, enligt Herodotos, en förrädare vid namn Efialtes till perserna. Efialtes kände till en liten bergsstig runt passet som ledde in bakom på den grekiska armén. Xerxes såg nu en chans att vinna, och sände iväg sina soldater. Passet vaktades av några fokier (från den Fokiska förbundsstaten). När fokierna upptäckte perserna underrättade de Leonidas I och han sände nu iväg alla utom sina 300 spartaner, samt 1000 thespianer redo att kämpa vid spartanernas sida. Vid gryningen anlände perserna. Vid det här laget hade spartanerna backat upp på en kulle. De sista spartanerna ska ha dött av en pilsvärm när de skyddade Leonidas' kropp.

#### Arméernas storlek
Det är få militärhistoriker som inte har ifrågasatt uppgifter om arméernas storlek. Herodotus, som var först med att nedteckna slaget, uppgav en siffra på 5 283 200 och poeten Simonides talar om 4 000 000 soldater. Den brittiske historikern Nicholas Hammond accepterar en siffra på 300 000, medan Sir Fredrick Maurice hävdade att styrkan omöjligt kunde överstiga 175 000 på grund av den bristande tillgången på vatten. 

### Efterspel
Efter att Perserna besegrat spartanerna, och kunde passera passet vid Thermopyle, låg det attiska landet öppet för perserkungen som avancerade mot Aten där han brände ned Akropolis. Grekernas försvarsstrategi byggde på att perserna kunde hållas utanför det grekiska hjärtlandet, både till sjöss och på land, och den samlade grekiska flottan, under Themistokles, avancerade nu för att få till stånd ett avgörande slag mot den persiska flottan, något som Leonidas försvar av Thermopyle köpt tid till. Vid slaget vid Salamis besegrades perserkungens enorma flotta i grunden av den numerärt underlägsna grekiska flottan, och med den föll hela den persiska invasionen av Grekland, och i förlängningen Europa.      

#### Känslan av en gemensam grekisk kultur uppstår
Även om några grekiska stadsstater, såsom Thebe och Tessalien, slogs på persernas sida och andra, så som Argos, höll sig utanför kriget slöt de flesta grekiska stater samman mot den yttre angriparen. Sparta och Athen hade exempelvis länge varit fiender, men gjorde här gemensam sak. Den grekiska världen var vid tiden ännu inte sammanhållen, men den koalition som de gick in i på grund av invasionshotet från perserna markerade början på en känsla ett gemensamt Grekland, baserat på den gemensamma kulturen, konsten, religionen och språket.
Enligt sägnen var en av anledningarna till att spartanerna var så få att Leonidas, utifrån Pythians profetia, valt att strida med få soldater och därmed garantera sin egen död och i förlängningen då Spartas överlevnad. Ett annat skäl var att spartanernas traditioner förbjöd dem att kapitulera eller fly i strid.[källa behövs]

## Minne och i kulturen
Det finns ett flertal monument runt slagfältet vid Thermopyle.

### Simonidesepitaf

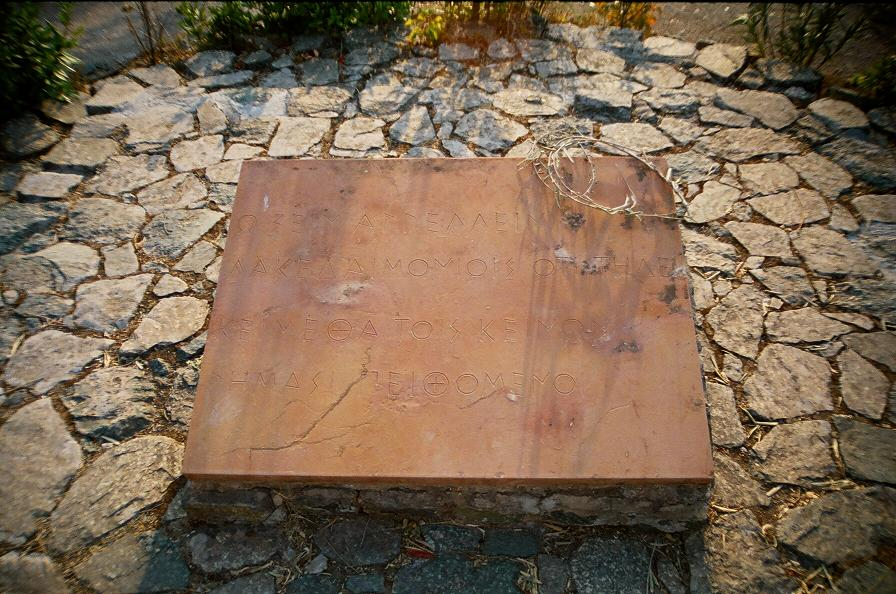
Epitaf med Simonides epigram

Ett välkänt epigram som vanligtvis attribueras till Simonides, ingraverades på ett epitafium som placerades på toppen av den gravhög under vilken spartanerna som dog vid Thermopyle begravdes. Det skall även enligt sägnen vara den kulle på vilken de sista av dem dog. Det ursprungliga epitafiet är försvunnet, men 1953 reste man en ny med en text från Herodotos:
Ὦ ξεῖν', ἀγγέλλειν Λακεδαιμονίοις ὅτι τῇδε
κείμεθα, τοῖς κείνων ῥήμασι πειθόμενοι.
Ō ksein', angellein Lakedaimoniois hoti tēide
keimetha, tois keinōn rhēmasi peithomenoi.
Oh okände, berätta för folket i Lakedaimon att
vi vilar här, trogna deras ord.
Formen för detta antika grekiska poem är att det är en elegiskt distikon, vilket ofta användes för epitafier. Det var välkänt i antikens Grekland att alla spartaner som sändes till Thermopyle dog förutom Aristodemos och Pantites. Epitafiet utforskar att det inte fanns någon kvar som kunde föra med nyheterna om deras dåd tillbaka till Sparta (Lakedaimon).

### Monumentet tillLeonidas
Utöver detta finns även ett modernt monument som kallas Leonidas monument eller Monumentet till Leonidas, för att hedra denne kung av Sparta. Den visar en staty i brons av Leonidas, och en plakett under denna säger enbart "Μολὼν λαβέ" ("Kom och ta dem!" -som ett svar på Xerxes krav att Spartanerna skulle ge upp sina vapen). Metopen under visar en stridsscen, två statyer i marmor på vardera sidan om monumentet representerar floden Euratas samt berget Taygetus, båda välkända landmärken i Sparta.

### Dramatisering
Slaget filmatiserades först i filmen The 300 Spartans (1962), även känd som Lion of Sparta. 2007 kom filmen 300 som till största delen bygger på den tecknade boken med samma namn av Frank Miller och Lynn Varley. Filmen är inte en historisk dokumentär utan en fiktiv action-/fantasy-film.